# Mysateles gundlachi
Хутія Ґундлача (Mysateles gundlachi) — вид гризунів підродини хутієвих. Названий в честь Хуана Крістобаля Гундлача (Juan Cristóbal Gundlach, 1810-1896), кубинського натураліста й таксономіста.

## Опис
Обмежується деякою частиною острова Ісла-де-ла-Хувентуд, поблизу Куби. Вид сильно постраждав від полювання та вирубки лісів для сільського господарства. Проживає в одній природоохоронній зоні — Ла Канада (La Cañada).